# Altdorf (Landkreis Esslingen)
Altdorf ist eine Gemeinde im Landkreis Esslingen in Baden-Württemberg. Sie gehört zur Region Stuttgart (bis 1992 Region Mittlerer Neckar) und zur europäischen Metropolregion Stuttgart.

## Geographie

### Geographische Lage
Altdorf liegt etwa anderthalb Kilometer südöstlich des oberen Neckars im Vorland der Schwäbischen Alb, in Luftlinie ist es etwa sechs Kilometer südwestlich von Nürtingen entfernt. Das Gemeindegebiet entwässert größtenteils über die Autmut zum Neckar.

### Gemeindegliederung
Zur Gemeinde Altdorf gehören neben dem Dorf Altdorf keine weiteren Orte.

### Nachbargemeinden
Angrenzende Gemeinden sind Neckartailfingen im Norden, Nürtingen mit dem Stadtteil Raidwangen nur kurz im Nordosten, Großbettlingen im Osten, Bempflingen im Süden und Neckartenzlingen im Westen. Alle liegen ebenfalls im Landkreis Esslingen.

### Flächenaufteilung
Nach Daten des Statistischen Landesamtes, Stand 2014.

## Geschichte

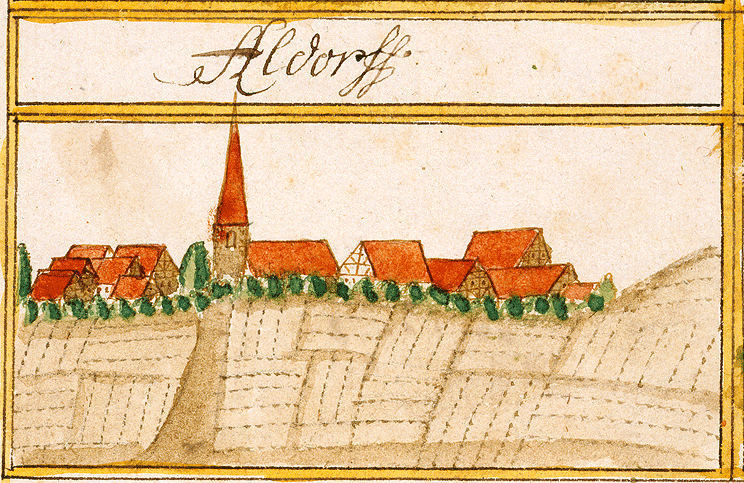
Altdorf im Kieserschen Forstlagerbuch 1683/85

### Vorgeschichte
Aus verschiedenen Funden lässt sich ableiten, dass in Altdorf schon seit viertausend Jahren Menschen ansässig sind. Der Name Altdorf geht vermutlich auf das alemannische Allachdorf zurück, womit eine Siedlung bezeichnet wurde.

### Mittelalter
Im Hochmittelalter lag das Gebiet im Herzogtum Schwaben. Altdorf wurde erst nach dem Ende der Staufer-Zeit erstmals urkundlich erwähnt. Ein Friedrich von Altdorf trat am 19. Juni 1291 als Zeuge in einer Urkunde des Johann von Wurmlingen auf.
Im Laufe des Spätmittelalters geriet der Ort nach und nach unter die Herrschaft des Klosters Denkendorf.

### Neuzeit
Durch die Reformation wurde 1535 aus dem Kloster das evangelische Klosteramt Denkendorf, dem Altdorf während der Zeit des Herzogtums Württemberg unterstellt war. Die kleine Kirche in Altdorf war eine Filiale der evangelischen Pfarrei in Neckartailfingen. Der altwürttembergische Ort war überwiegend ländlich geprägt. Hauptsächlich wurde Hafer und Dinkel angebaut, dazu in den Gärten auch etwas Hanf und Flachs. Auch Wiesenflächen, kleine Waldungen und einige Weingärten prägten das Landschaftsbild. Bis zum Beginn des 18. Jahrhunderts besuchten die Kinder aus Altdorf die Schule im Nachbarort Neckartailfingen. Seit 1707 lässt sich für Altdorf ein eigener Schulmeister nachweisen.
Bei der Neugliederung des jungen Königreichs Württemberg am Anfang des 19. Jahrhunderts gelangte Altdorf 1808 zum Oberamt Nürtingen. 1827 wurde ein neues Kirchengebäude am Ort errichtet. Die Verwaltungsreform während der NS-Zeit in Württemberg führte 1938 zur Zugehörigkeit zum neu umrissenen Landkreis Nürtingen. Im Zweiten Weltkrieg fielen 16 Soldaten aus Altdorf und sechs weitere wurden vermisst. Eine Bombardierung zerstörte 1944 die Kirche aus dem 19. Jahrhundert, ein Fliegerangriff am 19. April 1945 zerstörte sechs Wohnhäuser und vier Scheunen und beschädigte fast alle weiteren Häuser.
Nach dem Zweiten Weltkrieg lag der Ort in der Amerikanischen Besatzungszone und gehörte somit zum neu gegründeten Land Württemberg-Baden, das 1952 im jetzigen Bundesland Baden-Württemberg aufging. Seit der Kreisreform von 1973 ist Altdorf Teil des Landkreises Esslingen. In der Nachkriegszeit hatte sich das Dorf von einem traditionell landwirtschaftlich geprägten Ort zunehmend in eine aufstrebende Wohn- und Pendlergemeinde gewandelt. 2005 wurde das alte Rathaus durch ein neu errichtetes modernes Bürgerzentrum ersetzt.

### Religion
Altdorf war seit der Reformation ein rein evangelischer Ort. Im Jahre 1846 wurden 499 evangelische Einwohner und kein einziger Katholik gezählt.  Die evangelische Kirchengemeinde Altdorf gehört heute zum Kirchenbezirk Nürtingen der Württembergischen Landeskirche. Katholiken, die durch die Migrationsvorgänge der Nachkriegsjahre dazukamen, werden von der Kirchengemeinde St. Paulus in Neckartenzlingen betreut, die zur Seelsorgeeinheit Neckar-Aich im Dekanat Esslingen-Nürtingen zählt.

### Einwohnerentwicklung
Die Einwohnerzahlen sind Volkszählungsergebnisse (¹) oder amtliche Fortschreibungen des Statistischen Landesamts Baden-Württemberg (nur Hauptwohnsitze):
| Jahr  | Einwohner |
| ----- | --------- |
| 1871¹ | 381       |
| 1900¹ | 429       |
| 1925¹ | 413       |
| 1950¹ | 586       |
| 1961¹ | 533       |

| Jahr  | Einwohner |
| ----- | --------- |
| 1970¹ | 710       |
| 1980  | 746       |
| 1987¹ | 891       |
| 1990  | 1.017     |
| 1995  | 1.163     |

| Jahr | Einwohner |
| ---- | --------- |
| 2000 | 1.321     |
| 2005 | 1.462     |
| 2010 | 1.484     |
| 2015 | 1.620     |
| 2020 | 1.689     |

Altdorf ist damit die kleinste Gemeinde im Landkreis Esslingen.

## Politik

### Verwaltungsverband
Altdorf gehört dem Gemeindeverwaltungsverband Neckartenzlingen an.

### Gemeinderat
Der Gemeinderat in Altdorf besteht aus den 10 gewählten ehrenamtlichen Gemeinderäten und dem Bürgermeister als Vorsitzendem. Der Bürgermeister ist im Gemeinderat stimmberechtigt. Die Kommunalwahl am 9. Juni 2024 führte zu folgendem vorläufigen Endergebnis. 
| Freie Bürgerliste Altdorf  | 56,73 % | 6 Sitze | (2019: 65,1 %, 7 Sitze) |
| Unabhängige Bürger Altdorf | 43,27 % | 4 Sitze | (2019: 34,9 %, 3 Sitze) |

### Schultheißen und (seit 1930) Bürgermeister
laut Festschrift:
- 1635–1673: Hans Wetzel
- 0000–1690: Michel Kuon
- 0000–1693: Jerg Kimmich
- 0000–1695: Hans Wetzel
- 1695–1722: Georg Buitz
- 1722–1761: Johann Michael Kuhn
- 1761–1769: Georg Friedrich Kuhn
- 1769–1805: Johann Friedrich Eisinger
- 1805–1823: Ludwig Friedrich Eisinger
- 1823–1848: Ludwig Reiff
- 1848–1853: Johann Kaspar Knöll
- 1855–1888: Friedrich Thumm
- 1888–1910: Gottlieb Thumm senior
- 1911–1920: Fritz Knöll
- 1920–1933: Gottlieb Thumm junior
- 1933–1936: Ludwig Handte
- 1936–1945: Albert Veith
- 1945–1948: Adolf Kümmerle
- 1948–1960: Albert Veith
- 1960–1980: Robert Knecht
- 1980–1988: Ludwig Haspel
- seit 1988: Joachim Kälberer

Der parteilose Joachim Kälberer ist seit 1988 Bürgermeister von Altdorf. Seine fünfte Amtszeit, für die er 2020 gewählt wurde, endet 2028. Die Wahlbeteiligung betrug 43,79 %, er bekam 97,17 % der Stimmen.

### Wappen
Blasonierung: Unter goldenem Schildhaupt, darin eine schwarze Hirschstange, in Blau eine schräg gestürzte silberne Pflugschar.

## Wirtschaft und Infrastruktur

### Öffentliche Einrichtungen
2008 baute die Gemeinde Altdorf ein Wassertretbecken beim alten Wasserhäusle zur allgemeinen Nutzung.

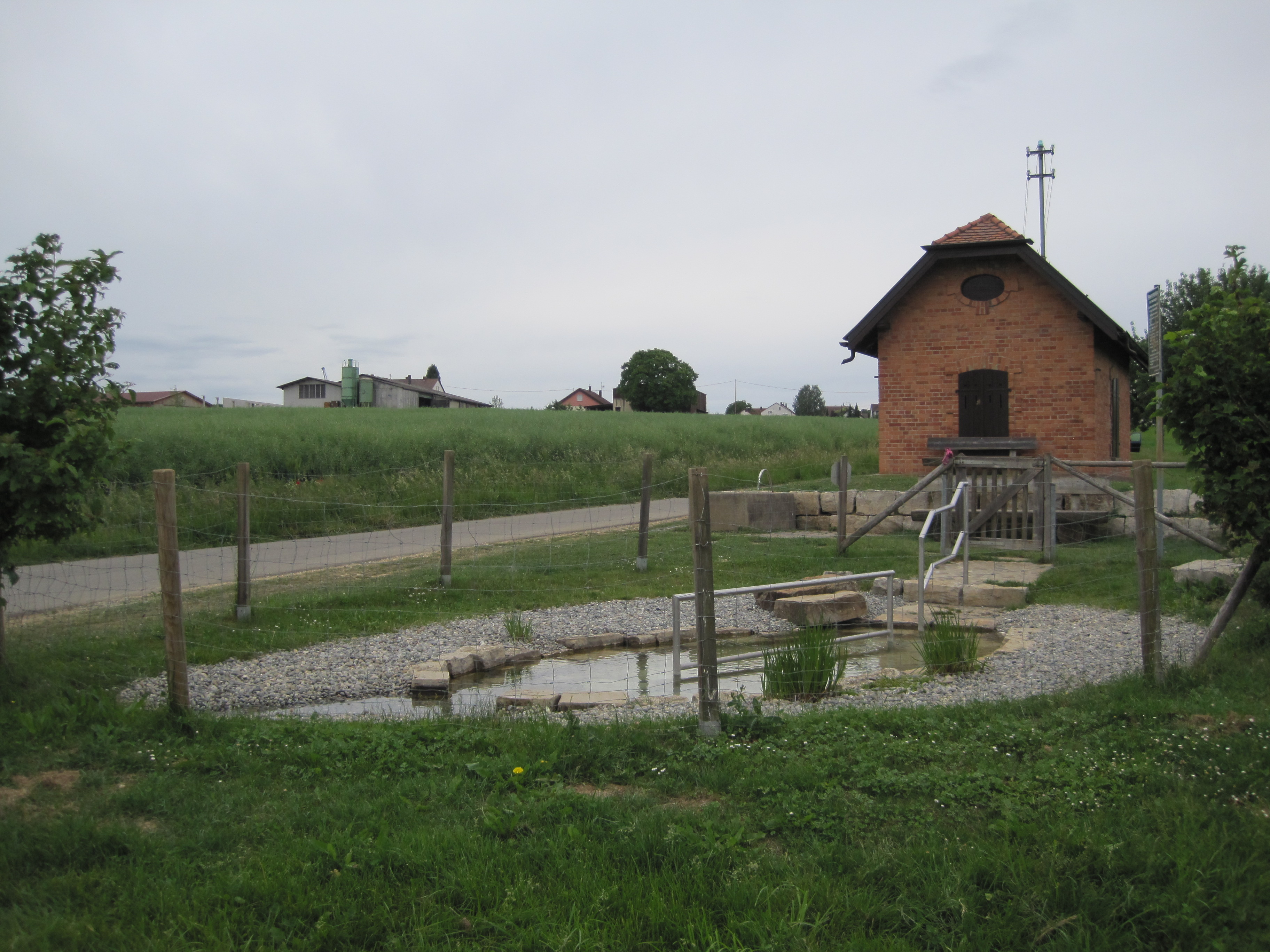
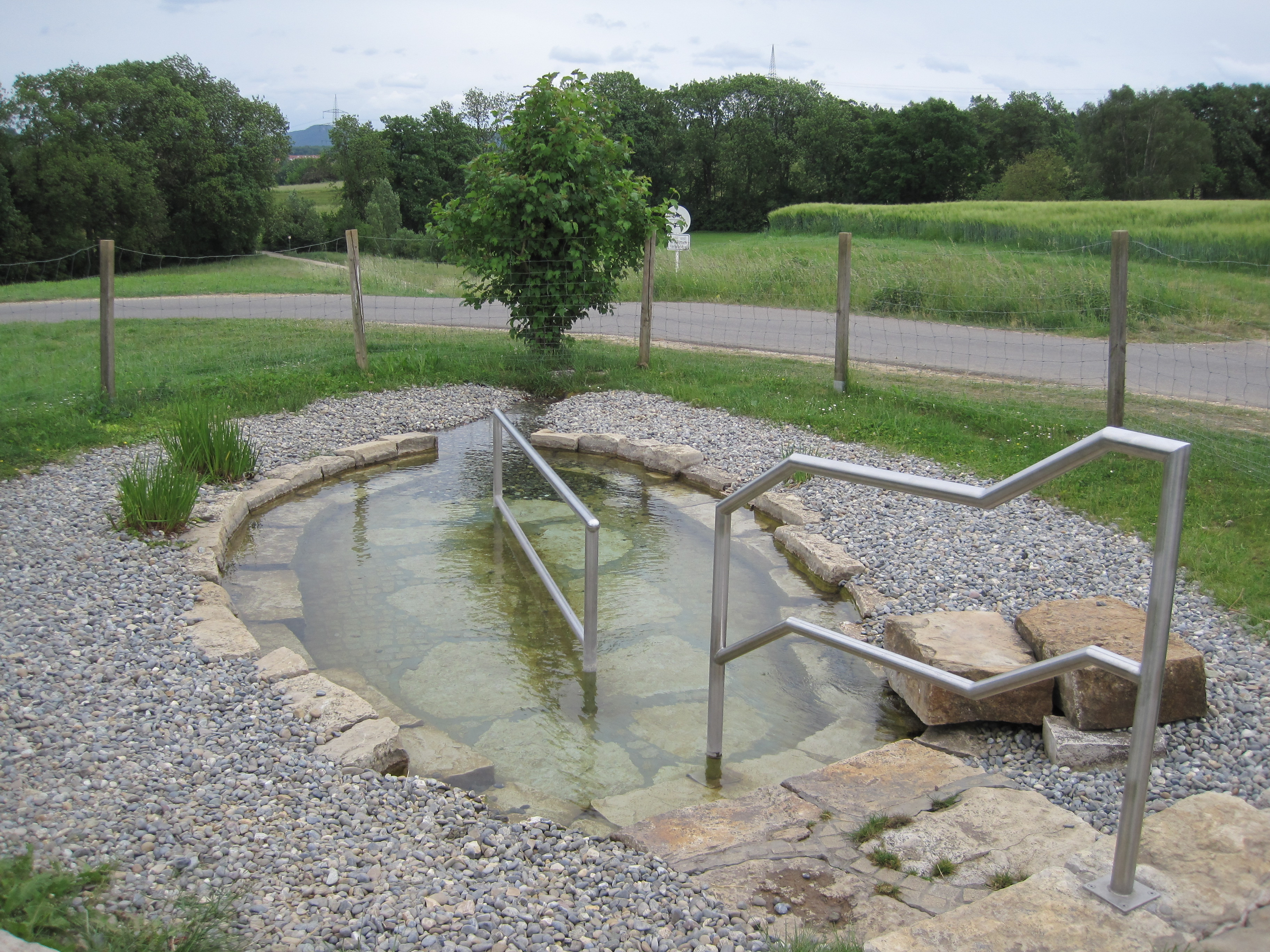
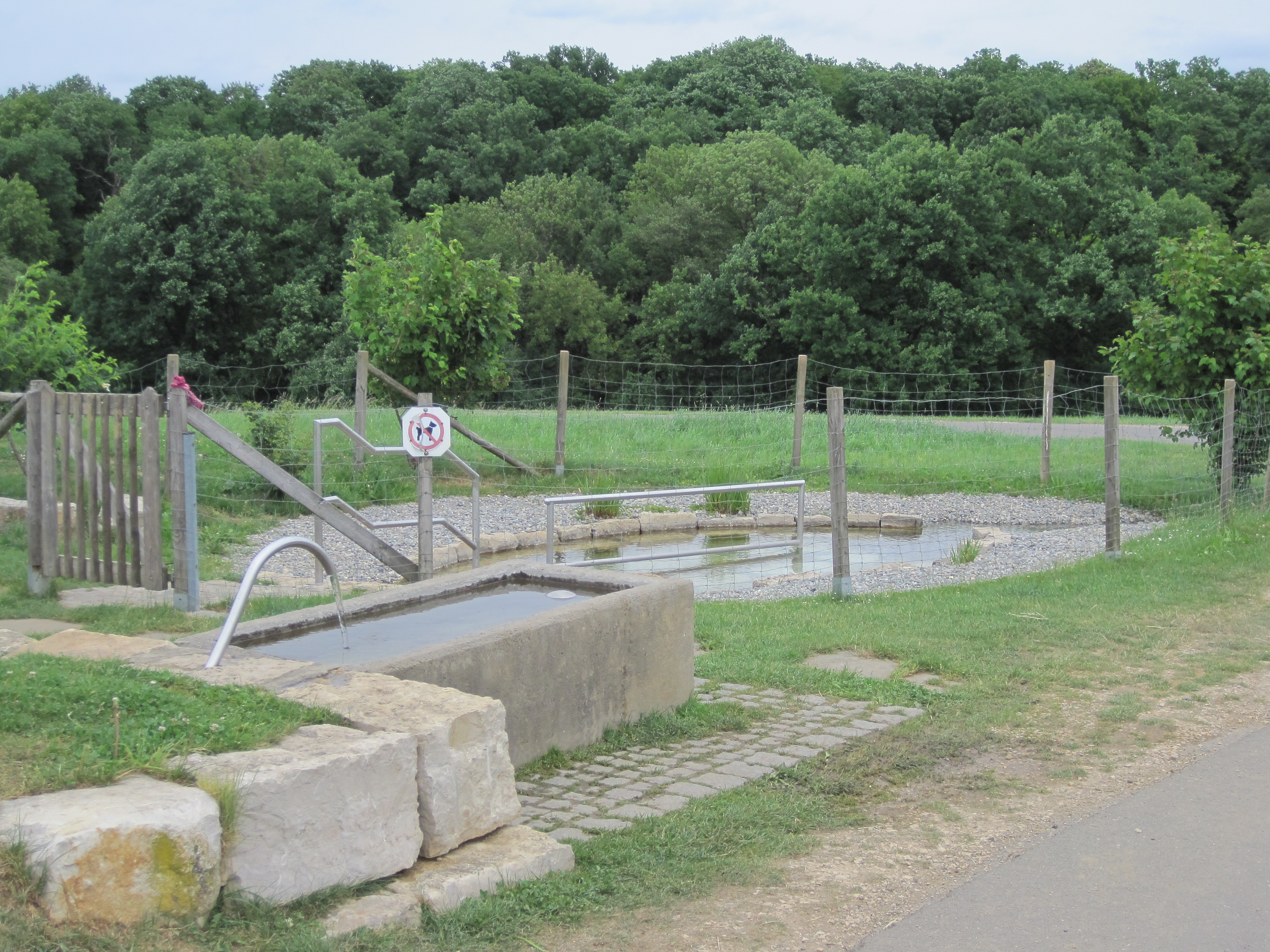

### Bildung
Altdorf verfügt über eine eigene Grundschule und einen Kindertagesstätte. Weiterführende Schulen, Werkrealschule, Realschule und Gymnasium, befinden sich in der Nachbargemeinde Neckartenzlingen.
Seit der Einweihung des neuen Erweiterungsbaus im Frühjahr 2012 bietet die Kindertagesstätte Platz für 75 Kinder im Alter von ein bis sechs Jahren.

### Abfallentsorgung
Für die Abfallentsorgung ist der Abfallwirtschaftsbetrieb des Landkreises Esslingen zuständig. Es bestehen getrennte Sammlungen für Biomüll, Hausmüll und Papier. Verpackungen werden im Rahmen des Grünen Punktes in sogenannten gelben Säcken gesammelt. Sperrmüll wird gegen Abgabe eines von zwei Gutscheinen jährlich kostenlos abgeholt oder kann zu einer Entsorgungsstation gebracht werden. Bei den Entsorgungsstationen können auch Elektro- und Metallschrott sowie andere wiederverwertbare Stoffe abgegeben werden. Für Sondermüll wie Leuchtstofflampen und Lacke gibt es besondere Problemstoffsammlungen.

## Vereine
Folgende Vereine sind im Ort beheimatet:
- Sängerbund Altdorf
- TSV Altdorf
- Obstbauverein
- Förderverein Grundschule

## Söhne und Töchter der Gemeinde
- Heinrich Vollmer (1885–1961), Gründer der Maschinenfabrik Vollmer Werke in Biberach, einer der bekanntesten Waffenkonstrukteure Europas